# Parque nacional Haleakalā
El Parque Nacional Haleakalā (en inglés Haleakalā National Park) es un parque nacional de los Estados Unidos ubicado en la isla de Maui en el estado de Hawái. El parque comprende un área de 122,15 km², de los que 100,03 km² son una zona salvaje.